# Rožnovská Bečva
La Rožnovská Bečva est une rivière de Tchéquie d'une longueur de 37,6 km. Elle est un affluent de la Bečva et donc un sous affluent du Danube.